# Hillsong Church
A Igreja Hillsong é uma associação cristã evangélica carismática internacional de Igrejas e uma megaigreja situada em Sydney, Austrália. A igreja também é conhecida sua música de adoração, com grupos como Hillsong Worship, Hillsong United e Hillsong Young & Free. Anteriormente membro das Igrejas Cristãs Australianas (o ramo australiano das Assembleias de Deus), separou-se do ACC em 2018. Seus líderes são Phil e Lucinda Dooley.

## História
Foi fundada efetivamente em 1983, com o nome de Hills Christian Life Centre, por Brian Houston e pela sua esposa Bobbie Houston, que têm três filhos: Benjamin Houston, Laura Houston, e Joel Houston. Quatro anos depois, já alcançava 900 membros.
Em 2002, inaugurou-se um auditório, Centro de Convenções da Hillsong, de 35.000 lugares. A igreja incorpora dois centros de adoração principais, uma rede municipal de Conexão de Grupos e muitos que contribuem em serviços e ministérios. Estes incluem a Hillsong Music Australia, Hillsong Foundation, Hillsong Network, Hillsong Conference e o Hillsong International Leadership College (além de projetos paralelos liderados pela Pastora Bobbie Houston, como o Sisterhood que, entre outros papeis, ajuda mulheres na luta contra o câncer).
Em setembro de 2018, Hillsong deixou as Assembleias de Deus da Austrália (Australian Christian Churches) para se tornar uma denominação autônoma, identificando-se mais como um movimento global e carismático.
Em 2018, contava com 80 igrejas.
Brian Houston renuncia ao conselho da igreja em setembro de 2021 devido a acusações de “encobrir crimes sexuais contra crianças”. Em janeiro de 2022, Houston anunciou que estava temporariamente se afastando da liderança da igreja por esse motivo e apresentou os novos líderes Phil e Lucinda Dooley. Então, em março de 2022, após revelações de denúncias de má conduta de duas mulheres, ele deixou definitivamente a liderança da Igreja. Duas semanas após esse escândalo, 9 das 16 igrejas Hillsong nos Estados Unidos anunciaram suas decisões de deixar a rede global Hillsong.

## Estatísticas
Segundo um censo da associação em 2024, ela teria 28 igrejas na Austrália e igrejas em 28 países.

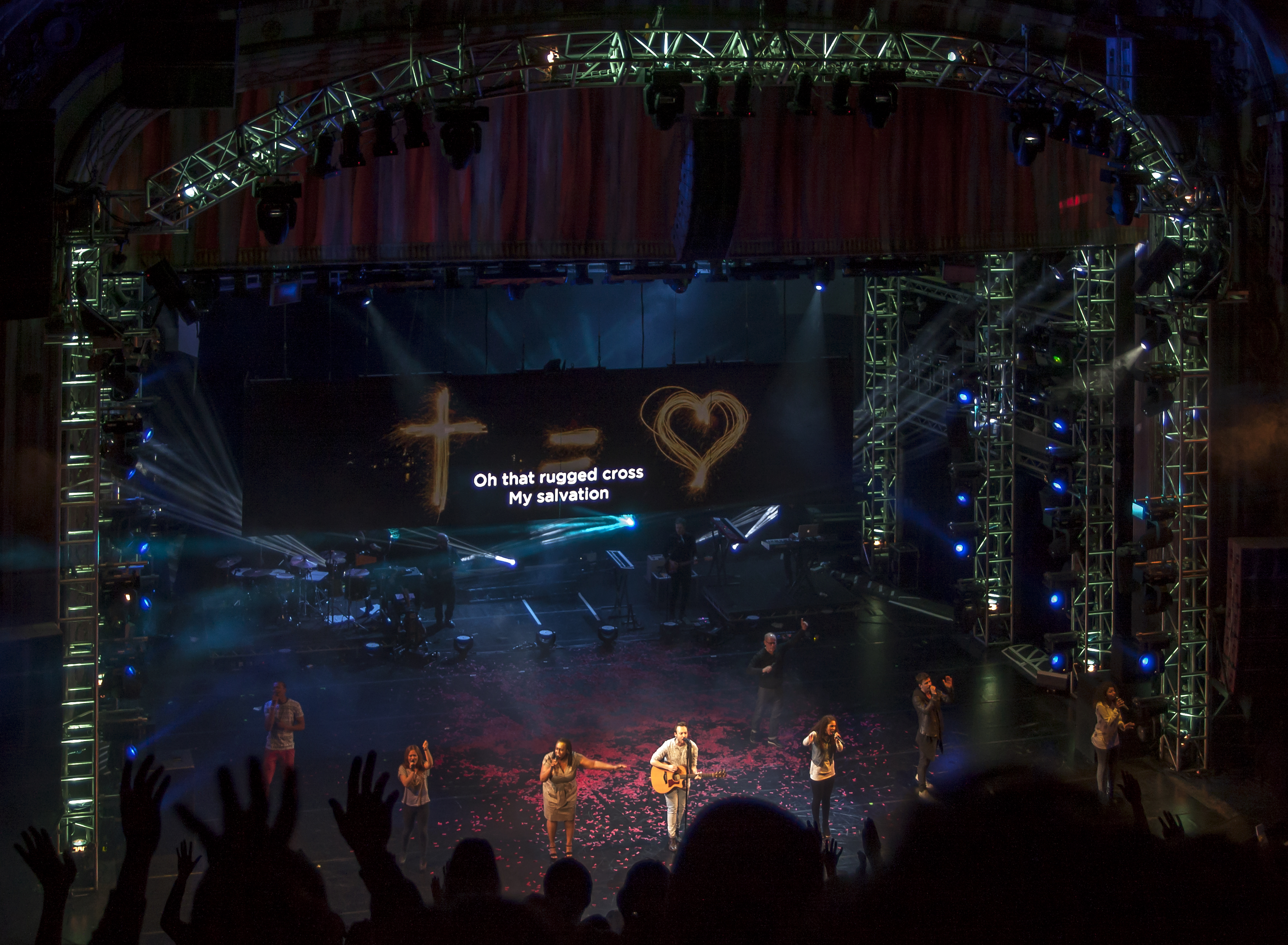
Serviço na Hillsong Church Londres, Inglaterra.

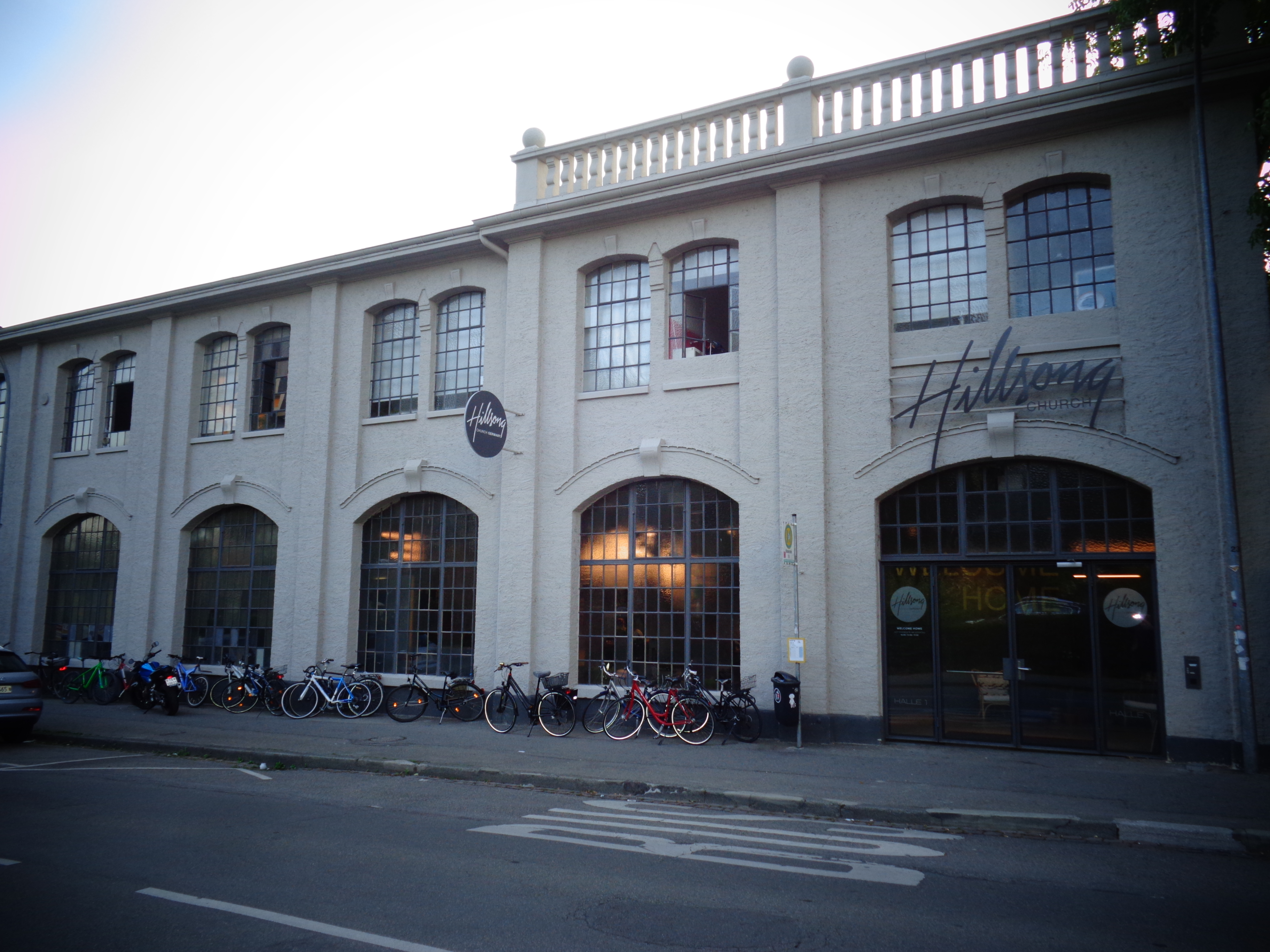
Hillsong Church Constança, Alemanha.

## Música

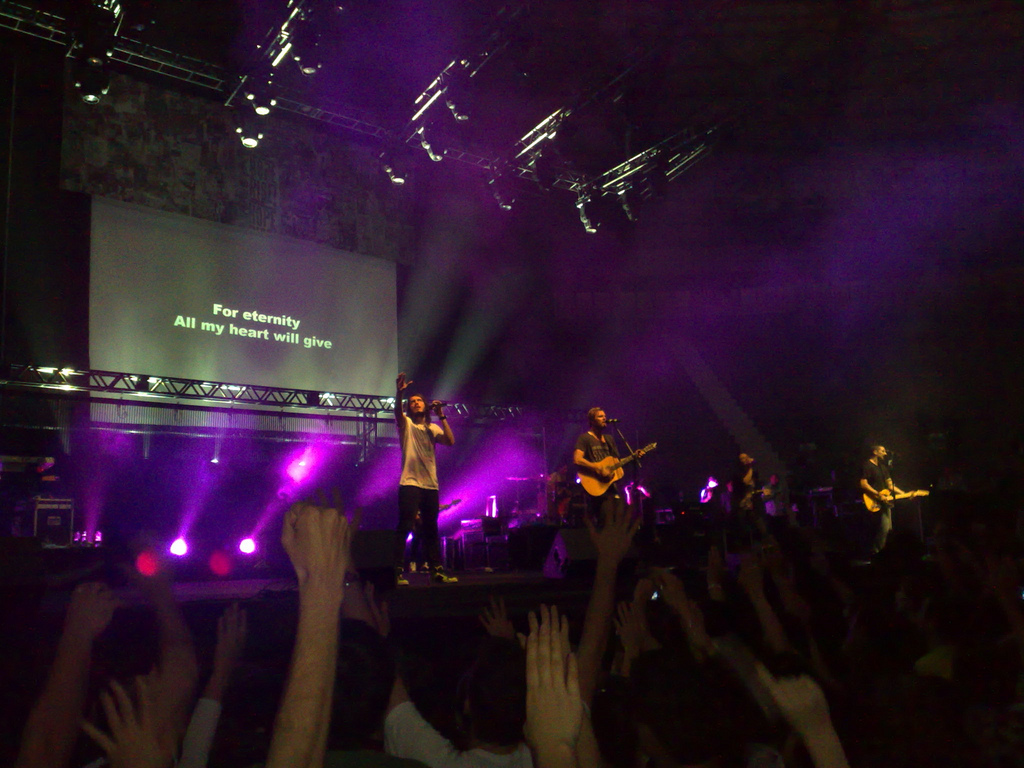
Concerto do Hillsong United no Brasil, 2009.

Hillsong Music é uma gravadora de música cristã, que tem sua origem em Hillsong Worship, um grupo de louvor da Hillsong Church, formado em 1983, lançou seu primeiro álbum "Spirit and truth" em 1988. "Show Your Glory" se seguiria em 1990. É neste contexto que Hillsong Music nasceu em 1991. Em 1992, um primeiro concerto "The power of your love" foi trazido para a tela. A música "Shout to the Lord", escrita por Darlene, que se tornou um sucesso, contribuirá para a notoriedade da Hillsong Music. Em 1998, Hillsong United foi adicionado, durante um acampamento de jovens no verão.
No nível internacional, a Hillsong Music teve uma influência importante na música cristã contemporânea.
Em 2013, Hillsong music havia vendido mais de 14 milhões de álbuns.

## Canal Hillsong
Em 9 de março de 2016, canal americano Trinity Broadcasting Network anunciou uma parceria com a Hillsong criando o Canal Hillsong em 1 de junho de 2016, em linha com o plano de expansão da Hillsong na América.

## Hillsong em português
Inaugurada em 30 de outubro de 2016, a primeira Hillsong Church no Brasil teve como cidade escolhida São Paulo. O lugar onde as reuniões aconteciam era a Audio Club, no bairro da Barra Funda, zona oeste da cidade. Após 1 ano, a igreja mudou-se para o Villaggio JK na Vila Olímpia, zona sul. Sob a liderança do casal Chris Mendez e Lucy Mendez, hoje a igreja recebe média de 5 mil pessoas por cada domingo. Recentemente o jogador Alexandre Pato batizou-se durante uma das reuniões de Páscoa.
Em Portugal, o antigo Centro Cristão da Cidade (CCC) tornou-se Hillsong Chuch. Os pastores líderes dos campuses Lisboa e Porto são respetivamente Mario Rui Boto e Isaque Lucena.
Da igreja em São Paulo surgiram os singles De graça em Graça e Eu também, e também quatro álbuns em Português: Quão Lindo esse Nome, Rei Dos Reis, Hillsong Global Project e o EP Quem Dizes que eu sou.

## Outras mídias
Em 16 de setembro de 2016, o documentário Hillsong: Let Hope Rise, dirigido por Michael John Warren, foi lançado nos cinemas dos Estados Unidos. O filme explora o início da Hillsong e sua ascensão à proeminência como igreja internacional. O foco principal está na banda Hillsong United, que escreve músicas para o próximo álbum e trabalha para uma apresentação no The Forum, em Los Angeles.

## Conferência Hillsong
A Hillsong Conference é uma conferência anual iniciada em 1986. A conferência é organizada pela Igreja Hillsong e seus pastores líderes  Brian e Bobbie Houston, e envolve uma variedade de convidados de todo o mundo. O ministro batista  Michael Frost descreveu a conferência como tendo "uma espécie de ambiente elétrico, quase carnavalesco ... os delegados estavam cheios de expectativa e entusiasmo".

## Controvérsias
Em 2015, a Hillsong Church também foi criticada por sua solidez financeira, pois gerou mais de $ 80 milhões na Austrália e $ 100 milhões internacionalmente em 2015.
Em 2015, a Igreja de Nova York removeu o líder do coro do cargo por ser gay. Brian Houston disse que os gays eram bem-vindos na igreja, mas não podiam assumir um papel de liderança.